# Need For Speed: Most Wanted (2012)
Need For Speed: Most Wanted (NFS: MW или просто Most Wanted) е състезателна игра с отворен свят, произведена през 2012 г., разработена от Criterion Games и публикувана от Electronic Arts. Most Wanted е 19-ата по ред игра NFS и официално е излязла за платформите: Microsoft Windows, PlayStation3, Xbox360, PlayStationVita, iOS и Android. Началото на продажбите започва в Северна Америка на 30 октомври 2012 г.